# Arowana azjatycka

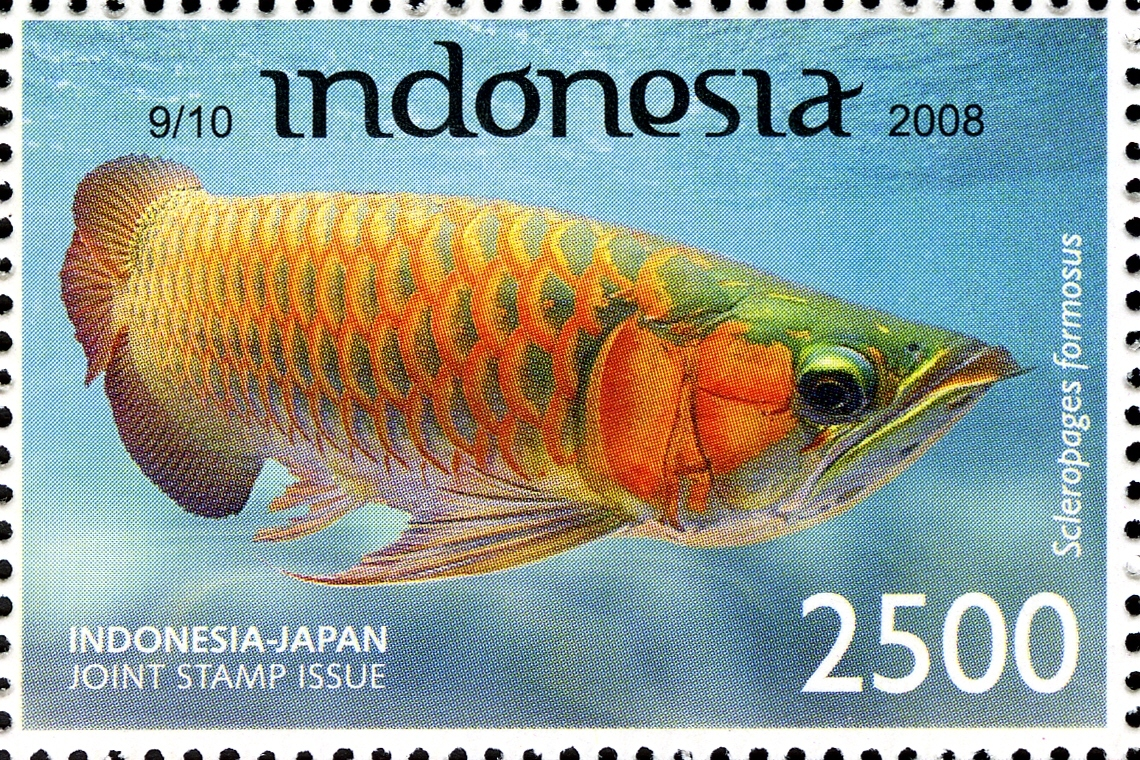
Na indonezyjskim znaczku pocztowym

Arowana azjatycka (Scleropages formosus) – gatunek słodkowodnej ryby kostnojęzykokształtnej z rodziny kostnojęzykowych (Osteoglossidae). Ceniona jako ryba konsumpcyjna i ryba akwariowa.

## Występowanie
Azja Południowo-Wschodnia od południowej Birmy po Półwysep Malajski i Indonezję, na wschód po Góry Kardamonowe.
Żyje w mętnych, płynących wodach w lasach, często w pobliżu torfowisk.

## Cechy morfologiczne
Dorasta do 90 cm długości. Łuski duże. Jedna para wąsików.

## Odżywianie
Młode osobniki żywią się owadami zbieranymi z powierzchni wody, dorosłe żywią się rybami, rzadziej innymi małymi kręgowcami.

## Rozród
Dojrzewa płciowo w wieku 2–4 lat przy długości 30–60 cm. 
Z obserwacji przeprowadzonych w niewoli wynika, że zaloty trwają od kilku tygodni do kilku miesięcy. W tym czasie para pływa przy powierzchni wody, zazwyczaj wieczorami, samiec goni samicę lub oba osobniki pływają wokół siebie. Około tygodnia lub dwóch przed tarłem para zaczyna pływać tuż obok siebie dotykając się ciałami. W końcu samica składa porcję pomarańczowo czerwonej ikry, a samiec zapładnia ją. Następnie zbiera do pyska, gdzie inkubuje ją. Wylęg następuje po około tygodniu, po czym samiec opiekuje się wylęgiem dopóki nie zacznie on samodzielnie pływać, co następuje po około 3 miesiącach, przy długości ciała młodych około 6 cm.

## Znaczenie
Bardzo cenna ryba akwariowa. Cena jednej arowany może osiągać ponad 18 000 USD. Gatunek zagrożony wyginięciem, handel międzynarodowy jest zakazany.